# Гештальт-терапія

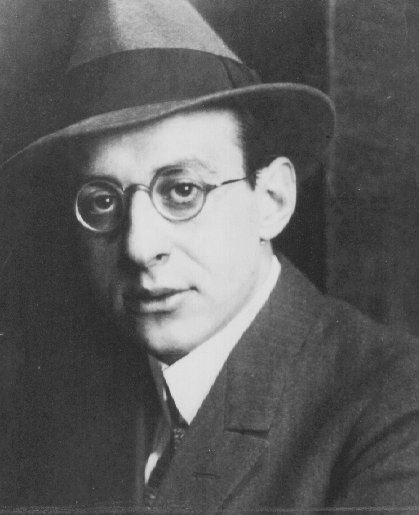
Фредерік-Соломон «Фріц» Перлз (1893-1970), один із засновників гештальттерапії

Гештальттерапі́я, гешта́льт-терапі́я (нім. Gestalt — фігура, образ, цілісність, кшталт) — практичний метод гештальтпсихології і напрям психотерапії, основні ідеї і методи якого розробив Фредерік Перлз, а також Лаура Перлз і Пол Ґудман.

## Основні поняття
Гештальт — результат інтеграції багатьох чинників, присутніх в даний момент. Фігура, що входить в гештальт, —  найактуальніша в даний момент потреба, емоція, і те, що її може задовольнити, а все, що оточує, — фон. Динаміка життя — це перехід фігури у фон і з фону у фігуру за типом «контакт відхід».
Як психотерапевтичний напрям гештальттерапія виникла у 40-ві роки XX ст. інтегрувавши досягнення впливової на той час структурної (гештальт) психології, психоаналізу і холістичної теорії, Фредерік-Соломон (Фріц) Перлз (1893—1970) створив гнучку й ефективну систему психологічної допомоги, яка, на відміну від фройдівської, не потребувала багато часу і передбачала індивідуальну і групову роботу. Подібний до цікавої гри і порівняно дешевий, цей вид психотерапії здобув багато прихильників у всьому світі.
Перлз надавав великого значення процесу контакту особи із зонами зовнішнього світу, внутрішнього тілесного світу і психічних процесів (світ ідей і фантазій). Внаслідок цього основний психотерапевтичний механізм при гештальттерапії — це усвідомлення, його тренування в цих трьох зонах. Саме тренування механізмів, придбання навичок усвідомлення протягом 15-20 хвилин в кожній зоні. Таке тренування дає можливість пацієнтові переживати ситуацію в цілому, у тому числі і свій стан, зануритися повністю в неї і жити в ній на даний момент саме через усвідомлення. Зануритися в буття даного моменту, тобто реалізація принципу «тут і тепер», уникати виникнення неадекватних, психотравматичних фігур. Буття змушує постійно відволікатися від ситуації в минуле, в майбутнє, в інші ситуації і місця, і ефективність переживання ситуації, що діє, знижується.
Коло, намальоване безперервною лінією, і коло, намальоване окремими крапками, будуть сприйматись як два кола на фоні білого листа. Наприклад, зображення молодої дівчини та старої, яких можна побачити, вдивляючись в різні деталі картинки. Чи, наприклад, не менш відомий малюнок: два профілі і ваза, які проступають то як фон, то як фігура. Фігура, що виступає на фоні, і є гештальт.
Гештальттерапію визначають як допомогу людині в пошуку справжньої життєвості, здатності насолоджуватись життям нині, «тут і тепер», не відкладаючи радість і щастя на невизначене «коли-небудь потім». Бути здоровим і щасливим, задоволеним собою, упевненим у своїх силах, любити друзів і близьких, не висловлювати їм претензій, а собі не докоряти вічними сумнівами, стати відповідальним і зрілим, залишаючись веселим і спонтанним, — основні цілі гештальттерапії. У гештальттерапії також діє принцип «я — ти» прагнення до відкритого і безпосереднього контакту між людьми.
Гештальттерапія — психотерапевтичний напрям, який заснований на синтезі психоаналітичних ідей і принципів гештальтпсихології; спрямований на усвідомлення і закінчення цілісних патернів взаємодії зі світом (гештальтів), а несвідомі компоненти і психологічні захисти розглядає як основні цілі терапевтичного втручання.
По суті гештальттерапія є наділеною екзистенційним змістом практичною філософією достовірності життя, що ґрунтується на процесах усвідомлення і контакту.
Іноді гештальттерапію визначають як своєрідний антиінтелектуальний напрямок. Гештальт-терапевт взагалі не довіряє інтелекту, а ставить під сумнів користь аналітичного розчленування, вербального опису і пояснення почуттів та відчуттів. Не можна проаналізувати переживання людини.

## Застосування

### Проблеми, з якими працює гештальттерапія
Перебудова форм поведінки, реагування в сьогоденні є завданням гештальттерапії, і цей процес відбувається на рівні переживань (відчуттів, хвилювань, емоцій). Тренування здатності сприймати ситуацію в чистому вигляді, не за шаблоном, виникнення на цьому ґрунті свіжих емоційних переживань, адекватного сприйняття всього з відтінком ніби того, що було вперше побаченим, за допомогою механізму безпосереднього сприйняття. Це дозволяє дивитися на навколишній світ і себе самого неупередженим, свіжим пізнавальним поглядом.
Основною проблемою, з якою борються гештальт-терапевти, є проблема пригнічення власних емоцій. Будь-які емоції, хороші чи погані, згідно з гештальтпсихологією, в придушеному стані все одно даються взнаки, саме тому виникають агресія, неврози, безсоння та багато інших негативних для організму станів.
В основі гештальттерапії лежить психологічна концепція «незакінчених дій». Дуже часто пацієнт просто уникає проблемну ситуацію, щоб не відчувати болючі почуття, захистити себе від горя, люті чи смутку, і таким чином ніби не закінчуючи ситуацію для себе. Нерідко стримування сильних емоцій на людях вважається соціально бажаним і похвальним явищем, хоча насправді стримувати власні емоції шкідливо і доволі часто це може перейти в психосоматичне захворювання. Але таке сприйняття чужих емоцій доволі часто зумовлено тим, що люди, які спостерігають за цими емоціями, відчувають себе незручно.
Універсальний засіб впоратись із проблемою — хвилювання. У почуттів є найчастіше зовнішній адресат, людина, на яку вони спрямовані. Більшість людей схильні уникати болючих хвилювань, аніж робити те, що необхідно для зміни ситуації і себе. Зазвичай це відбувається через сильні хвилювання щодо інших. «Через мій гнів люди можуть відвернутися від мене…» чи «Якщо я почну плакати і хвилюватись, то не зможу зупинитися…» — такі побоювання часто зустрічаються в спілкуванні. Тому люди для цього привчаються не відчувати того, що є (само-маніпуляція).
Причину своїх труднощів і проблем багато пацієнтів бачать в інших людях. Тому зазвичай люди просять психотерапевта навчити їх більш тонким маніпуляціям у відносинах з іншими, щоб краще контролювати їх поведінку. Але по суті поведінка іншої людини може змінитись тільки тоді, коли зміниться власна. Бажання зміни і є предметом зустрічі двох особистостей — психотерапевта і його пацієнта.

### Гештальттерапія і сновидіння
Сновидіння в гештальттерапії розглядаються, як світ внутрішніх хвилювань людини, а всі ситуації сновидіння, його персонажі, ті, які мають відношення до пацієнта, чи ті, що не мають, представляють самого пацієнта. Особливо це стосується незвичних, кошмарних сновидінь, що часто повторюються. У них нерідко зустрічаються дивовижні, неприйнятні чи загадкові для пацієнтів образи. Ці образи в принципі не контролюються пацієнтом, але вони важливі для терапії.
Гештальт-терапевт змушує пацієнта стати персонажем сновидіння і програти ситуацію, що приснилась, так, ніби вона існує насправді. Коли людина занурюється у власні сновидіння, вона відчуває різні хвилювання з приводу тих аспектів свого існування, які вона забороняє, не вважаючи своїми чи приписуючи їх іншим людям.

### Групова гештальттерапія
Гештальттерапія — це не тільки індивідуальна робота з клієнтом. У тому випадку, коли клієнт відчуває труднощі в спілкуванні з іншими людьми, дуже цінним для нього може виявитись досвід психотерапевтичної групи. Зазвичай в гештальт-групах є два тренери. Цінність групового досвіду полягає в тому, що кожний учасник, базуючись на своїх почуттях, формулює і свої бажання.

### Закінчення терапії
Закінченням роботи над проблемою буде не тільки розуміння ролі пацієнта у створенні власної проблеми і навіть не стільки зміна його поведінки, як свобода в емоційному і поведінковому реагуванні (від автоматичних дій і стереотипів). А також усвідомлена особиста відповідальність за наслідки свого вибору.

## Різновиди людських контактів
Перлз надає великого значення контакту, саме процесу, що відбувається на межі нашого «я» і середовища (зовнішнього, тілесного і психологічного), і виділяє наступні типи взаємодії:
- злиття — конфлюєнція, не виділення себе, а приналежність до чогось, згладжування відмінності, сковування з чимось однією метою, своєрідна «угода» не сперечатися. Цей вигляд контакту характерний в дитинстві, коли дитина не відокремлює себе від середовища, батьків. Цей вигляд контакту зберігається і в зрілому віці, але може набувати патологічних форм і вимагає спеціальної роботи;
- інтроекція — сприйняття всього без особової переробки, як «немовля без зубів ковтає все, що йому дають». Цей різновид контакту є способом запозичення чужого досвіду, але «зріла людина відкушує, пережовує і переробляє їжу», так само повинно бути і з інформацією від середовища. Такий вигляд контакту призводить до засвоєння непотрібних, чужих, інколи і дуже шкідливих типів поведінки, емоційних форм реагування. В цьому випадку межа контексту переноситься всередину людини;
- проєкція — віддалення від себе неприйнятних думок, бажань, властивостей і приписування їх іншим людям, перекладання на них відповідальності за свої вчинки. Людина з таким видом контакту часто вживає займенник «вони» замість «я», оскільки не здатна до самоідентифікації;
- ретрофлексія — людина направляє на себе те, що бажала б зробити іншому або бажала би отримати від інших. Наприклад, агресивна по відношенню до себе людина або звинувачує себе у всьому, або жаліє себе. При ретрофлексії змінюється спрямованість реакції: замість спрямованості до середовища, спрямованість до себе;
- діфлексія — ухилення, прийоми відходу від контакту із середовищем, а ізоляція — крайня вираженість відходу[1].

## Гештальт-молитва
Попри деяку свою ірраціональність і пародійність, «Гештальт-молитва» Ф. Перлза гарно відображає сутність гештальттерапії:
 Я роблю свою справу, а ти свою.

Я в цьому світі живу не для того, щоб відповідати твоїм сподіванням.

Хоча і ти зовсім не для того, щоб відповідати моїм.

Ти — це ти, а я — це я, і якщо вже нам пощастило зустріти одне одного, то це прекрасно.

А якщо ні — з цим нічого не поробиш.
Молитва широко відома не тільки в гештальттерапії, але й в психотерапії загалом. Крім того, інколи виступає відправним пунктом під час дискусій з питань індивідуальності і взаємозалежності.